# Рудка (Отвоцький повіт)
Рудка (пол. Rudka) — село в Польщі, у гміні Вйонзовна Отвоцького повіту Мазовецького воєводства.